# Томпсонелла
Томпсонелла (лат. Thompsonella) — род суккулентных растений семейства Толстянковые (Crassulaceae), произрастающий на территории Мексики. 

## Название
Родовое латинское (научное) название Thompsonella было присвоено в честь профессора Чарльза Томпсона (Charles H. Thompson, 1870–1931), американского ботаника, который работал в Ботаническом саду Миссури и затем Массачусетском колледже.

## Систематика[4]
В результате широкого филогенетического анализа семейства Crassulaceae проведенного в 2008 году, была обнаружена значительная клада, известная как Acre (Sedoideae), которая включает до одной трети видового разнообразия всего семейства. Эта клада включает такие роды, как Echeveria, Graptopetalum и Thompsonella. Хотя клада Acre была подтверждена на уровне семейства, внутренние отношения и монофилия многих родов внутри этой клады до сих пор остаются недостаточно исследованными.
В данном исследовании были представлены результаты филогенетического анализа рода Thompsonella из клады Acre. Были собраны морфологические данные и проведен анализ молекулярных последовательностей ДНК (ядерные ETS и ITS) для сорока семи таксонов, включая все признанные виды Thompsonella. Результаты показали, что род Thompsonella является монофилетической группой. Также было выявлено, что виды Graptopetalum, Thompsonella, Echeveria, Pachyphytum и Sedum принадлежат к одной кладе, которая ранее идентифицировалась как «группа Echeveria».
Однако результаты указывают на то, что только несколько родов в кладе Acre являются монофилетическими, и для определения границ этих родов необходимо провести дополнительные исследования, особенно в отношении крупных родов, таких как Echeveria и Sedum. Существуют расхождения между результатами морфологического и молекулярного анализов в отношении положения вида Thompsonella mixtecana. Однако дополнительный анализ, проведенный на основе хлоропластной ДНК (rps16), указывает на принадлежность этого вида к роду Thompsonella и предполагает его гибридное происхождение.
В целом, результаты данного исследования подчеркивают сложность внутренних отношений и классификации родов в кладе Acre (Sedoideae) семейства Crassulaceae, и они указывают на необходимость проведения дальнейших исследований для полного понимания эволюционных связей внутри этой клады и установления точных родовых границ.

## Таксономия
Thompsonella Britton & Rose, первое упоминание в Contr. U.S. Natl. Herb. 12: 391 (1909).

### Виды
Подтвержденные виды по данным сайта Plants of the World Online на 2023 год:
- Thompsonella colliculosa Moran
- Thompsonella garcia-mendozae P.Carrillo & Pérez-Calix
- Thompsonella minutiflora (Rose) Britton & Rose
- Thompsonella mixtecana J.Reyes & L.G.López
- Thompsonella nellydiegoae P.Carrillo & Pérez-Calix
- Thompsonella platyphylla Rose
- Thompsonella spathulata Kimnach
- Thompsonella xochipalensis Gual, S.Peralta & Pérez-Calix